# Route nationale 10 (Madagaskar)
Route nationale 10 – droga krajowa na Madagaskarze. Położona jest na terenie regionów Atsimo-Andrefana i Androy. Droga gruntowa: część drogi ma nawierzchnię piaskową, a część ziemną.

## Przebieg
Droga zaczyna się w Andranovory, gdzie odchodzi od drogi N7, stamtąd biegnie mniej więcej równolegle do wybrzeża, najpierw na południe, a potem skręcając na zachód. Przebiega przez miejscowości: Tameantsoa, Betioky, Ambatry, Beahiste, Ejeda, Ampanihy, Tranoroa, Beloha, Antreaky, Tsihombe i Ambondro, kończąc się w Ambovombe, gdzie dochodzi do drogi N13.